# Dong Hoi
Đồng Hới és un municipi vietnamita ubicat a la província de Quảng Bình a Vietnam. Es troba a 500 km al sud de la ciutat de Hanoi, capital del Vietnam i a 1200 km al nord de Ho Chi Minh City. El riu Nhat Le passa a tocar de les seves muralles. És el nucli de serveis d'una extensa comarca rural.
Aeroport de Đồng Hới troba a 6 km al nord de Dong Hoi.
Phong Nha – Kẻ Bàng troba 40 km al nord de la ciutat.